# Hayat Şarkısı
Hayat Şarkısı (en español: La canción de la vida) es una serie de televisión turca de 2016, producida por Most Production y emitida por Kanal D. Es una adaptación del drama coreano «Flames of desire», emitido por la cadena MBC entre 2010 y 2011.

## Trama
En un esfuerzo por recuperar su amistad y saldar una deuda con Salih, Bayram compromete a su hijo Kerim con Melek, hija de Salih. Los niños son criados en ciudades diferentes hasta tener la edad suficiente para casarse. Años más tarde, Kerim se gradúa y quiere vivir en Alemania para trabajar como profesor en la universidad, pero su padre se lo impide, porque quiere cumplir la promesa que le hizo a su amigo en el pasado. Por su parte, Hülya, la hermana menor de Melek, siempre ha deseado casarse con Kerim por lo que ideará un plan para deshonrar a su hermana y ocupar su lugar. Cuando todos se vuelven escépticos sobre la castidad de Melek, Kerim rompe su palabra y se compromete con Hülya en lugar de con Melek. Pero luego de la boda Kerim deja atrás a Hülya y regresa a Alemania para continuar allí con su vida. Sin embargo, Hülya es una mujer apasionada que no piensa quedarse de brazos cruzados, por lo que decide perseguir a su esposo hasta Alemania para conseguir su objetivo: un matrimonio real.

## Reparto
- Burcu Biricik como Hülya Çamoğlu Cevher.
- Birkan Sokullu como Kerim Cevher.
- Ahmet Mümtaz Taylan como Bayram Cevher.
- Tayanç Ayaydın como Hüseyin Cevher.
- Ecem Özkaya como Melek Çamoğlu.
- Seray Gözler como Süheyla Cevher.
- Deniz Hamzaoğlu como Kaya.
- Pelin Öztekin como Zeynep Namıkoğlu Cevher.
- Olgun Toker como Mahir Duru.
- Almila Bağrıaçık como Filiz Namlı.
- Aydan Taş como Nilay.
- Recep Güneysu como Cem Darende.
- Deniz Altan como Bade Cevher.
- Filiz Kılıç como Mehtap.
- Serap Önder como Aysel.
- Pınar Hamzaoğlu como Ceylan.
- İdil Kaya como Ceren Cevher.
- Ahmet Saraçoğlu como Salih Çamoğlu.
- Özlem Türay como Emine Çamoğlu.
- Gamze Demirbilek como Hatice Cevher.
- Osman Alkaş como Müfit Namıkoğlu.
- Beste Kökdemir como Melisa Tosunbaş.
- Pamir Pekin como Hazer Tosunbaş.
- Filiz Ahmet como Nurgül.
- Zeynep Köse como Burçin.
- Ayhan Kızılsu como Atıf.
- Poyraz Rüzgâr Turan como Mehmet Cevher.
- Ezgi Tombul como Mine.
- Melike İpek Yalova como Suzi.
- Melisa Sözen como İpek.
- Sibel Melek Arat como Hülya (niña).
- Taha Yusuf Tan como Kerim (niño).
- Aden Duru Orak como Melek (niña).
- Elif Sevinç como Nilay (niña).
- Fırat Can Aydın como Kaya (niño).
- Denise Ankel como Aylin.

## Temporadas
| Temporada | Temporada | Episodios | Rango de episodios | Emisión original         | Emisión original    |
| Temporada | Temporada | Episodios | Rango de episodios | Inicio                   | Final               |
| --------- | --------- | --------- | ------------------ | ------------------------ | ------------------- |
|           | 1         | 21        | 1 - 21             | 9 de febrero de 2016     | 28 de junio de 2016 |
|           | 2         | 36        | 22 - 57            | 20 de septiembre de 2016 | 6 de junio de 2017  |

## Premios y nominaciones
| Año  | Premios               | Categoría             | Nominado(a)                    | Resultado | Ref.  |
| ---- | --------------------- | --------------------- | ------------------------------ | --------- | ----- |
| 2016 | Premios Altın Kelebek | Mejor serie de drama  | Hayat Şarkısı                  | Nominada  | [ 3 ] |
| 2016 | Premios Altın Kelebek | Mejor actriz          | Burcu Biricik                  | Nominada  | [ 3 ] |
| 2016 | Premios Altın Kelebek | Mejor actor           | Birkan Sokullu                 | Nominado  | [ 3 ] |
| 2016 | Premios Altın Kelebek | Mejor actor infantil  | Sibel Melek Arat               | Nominada  | [ 3 ] |
| 2016 | Premios Altın Kelebek | Mejor director        | Cem Karcı                      | Nominado  | [ 3 ] |
| 2016 | Premios Altın Kelebek | Mejor pareja de serie | Burcu Biricik – Birkan Sokullu | Nominados | [ 3 ] |